# Галла Лупаніо
Галла Лупаніо або Галла Гауло (італ. Galla Lupanio) (? — 756) — 5-й венеційський дож. Був обраний після усунення від влади і засліплення свого попередника дожа Теодато Іпато. Фактично зробив переворот і узурпував владу.

## Біографія
Галла став дожем, коли у Венеції три фракції боролися за владу: провізантійська фракція, профранкістська фракція і республіканська фракція. Перша прагнула до зміцнення абсолютної влади дожа і зв'язків з Візантійською імперією. Друга виступала за зближення з франками, ворогами лангобардів і греків. Республіканська фракція бажала затвердити якомога більшу незалежність. Ймовірно Галла був представником профранкістської фракції.
Галла зміг протриматися на троні всього рік, перш ніж був усунений за підтримки лангобардського короля Дезидерія, засліплений (аналогічно засліпленню Іпато) і відправлений у заслання. Через деякий час Галла Лупаніо помер. 
Є засновником родини Бароцці.